# Oak Park (Illinois)
Oak Park es una villa ubicada en el condado de Cook, al norte del estado estadounidense de Illinois, en el área metropolitana de Chicago. En el Censo de 2020 tenía una población de 54,583 habitantes y una densidad poblacional de 4.300 personas por km². Se encuentra a poca distancia del lago Míchigan.

## Geografía
Según la Oficina del Censo de los Estados Unidos, Oak Park tiene una superficie total de 12.17 km², de la cual 12.17 km² corresponden a tierra firme y (0%) 0 km² es agua.

## Demografía
Según el censo de 2010, había 51878 personas residiendo en Oak Park. La densidad de población era de 4.261,75 hab./km². De los 51878 habitantes, Oak Park estaba compuesto por el 67.7% blancos, el 21.65% eran afroamericanos, el 0.18% eran amerindios, el 4.84% eran asiáticos, el 0.03% eran isleños del Pacífico, el 2.01% eran de otras razas y el 3.59% pertenecían a dos o más razas. Del total de la población el 6.79% eran hispanos o latinos de cualquier raza.

## Personalidades
- Lee Archambault
- A. O. L. Atkin
- John Avildsen
- Richard Bach
- William Eugene Blackstone
- Dmitri Borgmann
- Edgar Rice Burroughs
- Johnny Galecki (residente)
- Dan Castellaneta
- Kenneth Fearing
- Ernest Hemingway
- Percy Julian
- Joseph Kerwin
- Ray Kroc
- Mary Elizabeth Mastrantonio
- Edith Nash
- Bob Newhart
- Carl Rogers
- Judy Tenuta
- Betty White
- Frank Lloyd Wright
- Carol Shields